# Kenneth Fearing
Kenneth Flexner Fearing (Oak Park, Illinois; 28 de julio de 1902-Nueva York, 26 de junio de 1961), fue un poeta y novelista estadounidense. Considerado uno de los mayores poetas de la Gran Depresión, abordó la superficialidad y el consumismo de la sociedad norteamericana tal como la veía, a menudo adaptando irónicamente el lenguaje del comercio y de los medios de comunicación. Los críticos lo han asociado con la izquierda americana en diversos grados, y aunque sus poemas se pueden considerar pertenecientes al movimiento poético proletario americano, raras veces son claramente políticos. Publicó seis colecciones de poesía entre 1929 y 1956. Escribió sus más conocidos poemas a finales de la década de los años 1920 y durante los 1930.
Se trasladó de Illinois a Nueva York en 1924, y pasó allí el resto de su vida. Se mantuvo a base de escribir literatura pulp, a menudo con seudónimos. Hacia 1939 empezó a escribir novelas y redujo la producción de poesía. Sus siete novelas son historias de misterio y suspense, con algunas características poco convencionales. A menudo presentan personajes a los que se les da uno o más capítulos para exponer su punto de vista. En algunas de sus últimas novelas usó artículos de prensa y transcripciones de radio ficticios para favorecer la narrativa. Su novela más famosa, The Big Clock, ha sido reeditada múltiples veces desde su primera publicación en 1946, y fue adaptada al cine en varias ocasiones.

## Biografía
Fearing nació en Oak Park (Illinois), en una familia privilegiada: su padre era Harry Lester Fearing (fallecido en 1940), un exitoso abogado de Chicago descendiente de la familia de Calvin Coolidge. Su madre, Olive Flexner Fearing, era de ascendencia judía, y prima del educador Abraham  Flexner. Sus padres se divorciaron cuando él tenía un año, y cada uno de ellos tenía la custodia seis meses al año. Fue criado principalmente por su tía, Eva Fearing Scholl, en la mitad de un dúplex que poseían, y en el que vivían, los Fearing. Tenía una media hermana Ethel (nacida en 1916) y un medio hermano Ralph (nacido en 1918). Fearing fue a la escuela en la Oak Park and River Forest High School, donde fue votado como «el chico más ingenioso y pesimista de la clase». Era el editor del periódico estudiantil, cargo que anteriormente ocupaba Ernest Hemingway. Estudió inglés en la Universidad de Illinois (1920-1922) y la Universidad de Wisconsin (1922-1924). En esta última, se convirtió en editor en jefe de la revista literaria de la escuela, pero se vio obligado a renunciar, en parte por su aceptación de la literatura modernista y otros temas controvertidos. Se fue sin graduarse, a falta de una asignatura para el título. En 1938, la Universidad de Wisconsin le otorgó el título en ausencia; presumiblemente, la escuela quería reconocer su fama.
De joven, Fearing era delgado, de pelo y piel oscuros, y le gustaba llevar trajes oscuros. Su voz era baja y ceceante. Tenía un «atractivo de niño pequeño», con el pelo y la ropa desordenados, gafas con montura de cuerno y un temperamento inmaduro. Algunas de esas características se pueden ver en el retrato al óleo de Alice Neel, pintado en 1935, que ahora se encuentra en el Museo de Arte Moderno de Nueva York. El retrato incluye algunas referencias a la poesía de Fearing y muestra un pequeño esqueleto en su pecho, agarrando su corazón y derramando sangre; Neel comentó que «realmente simpatizaba con la humanidad ... Su corazón sangraba por el dolor del mundo». Después de su muerte, según Robert M. Ryley, los amigos recordaron «su encanto, su elocuencia, sus modales casi corteses, su espinosa independencia, su vulnerabilidad e inocencia no del todo escondidas; pero sobre todo recordarían su escepticismo lúgubre y sarcástico».
A finales de la década de 1920 mantuvo una relación sentimental con la escritora y activista Margery Latimer, a quien conoció en Wisconsin. (La novela en clave This Is My Body de Latimer, incluye un personaje basado en Fearing.) Fearing engañó a Latimer y nunca le propuso matrimonio; ella rechazó un intento posterior de renovar su relación. En 1931, conoció a Rachel Meltzer, enfermera de formación y trabajadora social médica. Fearing era pobre expresando afecto en persona (aunque no en sus cartas), y menos interesado en el matrimonio que Meltzer. Más tarde ella diría de su esposo: «Kenneth pasó toda su vida escondiendo su ser interior a las otras personas (...)[él] necesitaba que alguien lo cuidara». Se casaron el 26 de abril de 1933 y su hijo, Bruce Fearing, nació el 19 de julio de 1935. La familia pronto viajó a Europa durante nueve meses gracias a los 2500 dólares que consiguieron con la Beca Guggenheim 1935 de Kenneth. En parte debido al creciente alcoholismo de Fearing, él y Rachel se divorciaron en 1941, y Rachel consiguió la custodia de su hijo.
Se quedó en el retiro de artistas de Yaddo por primera vez en 1938, y regresó con frecuencia. En Yaddo comenzó una relación con la pintora Nan Lurie y se casaron el 18 de junio de 1945. En este período, su adicción a la bebida se volvió peligrosa para su salud, lo que lo atemorizó y lo llevó a reducir el consumo. Nan lo encontró más aburrido como resultado, y su relación se deterioró. Se separaron en 1952. Ese fue su último matrimonio.
Fearing careció de dinero durante gran parte de su vida (el período posterior a la publicación de su novela más exitosa fue la excepción). En Nueva York, recibió una asignación mensual de su madre hasta 1935, cuando decidió que su hijo asumiera la responsabilidad de su nueva paternidad. Su madre se había mostrado escéptica sobre su elección de la carrera de escritor. También vivió de los obsequios de su padre y los préstamos de Latimer en esos años. Ocupó pocas veces trabajos de tiempo completo durante más de unos meses, a pesar de afirmar a la prensa, aparentemente en falso, haber trabajado como vendedor, periodista e incluso leñador. En la década de 1950, trabajó para la sección de libros de la revista Newsweek (1952-1954) y, durante su período más largo de empleo, desarrolló material de prensa e informes anuales para la Asociación Estadounidense de Distrofia Muscular (1955-1958). Aun así, vivió en la pobreza en la década de 1950, y había fumado y bebido mucho durante la mayor parte de su vida, lo que afectó gravemente su salud en sus últimos años. A principios de 1961, sintió un dolor agudo en la espalda que fue empeorando hasta junio, cuando su hijo Bruce se mudó para cuidarlo. Fueron al Hospital Lenox Hill el 21 de junio y cinco días después Fearing murió de un melanoma en el pecho izquierdo y la cavidad pleural. Está enterrado en el cementerio Forest Home en Forest Park (Illinois).

## Carrera literaria
En diciembre de 1924, Fearing se mudó a la ciudad de Nueva York junto con Latimer, donde deseaba tener una carrera como escritor. Su amigo el poeta Horace Gregory le hizo ver que sus primeros escritos no fueron particularmente exitosos, pero Fearing estaba decidido a ganarse la vida escribiendo. Sus primeros trabajos fueron comerciales, incluidas historias para revistas pulp, y a menudo escribía con seudónimos. Escribió novelas eróticas a medio centavo la palabra, que se publicaron bajo el seudónimo de Kirk Wolff. Mientras tanto, buscaba editores que publicaran su poesía.
Fearing dijo en una convención de escritores en 1948 que «la literatura es un medio para cristalizar los mitos bajo los cuales vive la sociedad». Sus influencias poéticas incluyeron a Walt Whitman, de quien dijo que fue "el primer escritor en crear una técnica autóctona para la totalidad de las perspectivas de este país ",, y a François Villon, John Keats y Edwin Arlington Robinson. Disfrutaba con Maurice Ravel y del pintor George Grosz. Sus primeros poemas se publicaron en revistas como Poetry, Scribner's, The New Yorker, New Masses, Free Verse, Voices y The Menorah Journal. Aproximadamente 44 de sus poemas se publicaron antes de que saliera su primer libro de poesía. Participó en la formación de la Liga de Escritores Estadounidenses en 1935 y trabajó para el consejo nacional de la organización durante el primer año. Participó en el Proyecto Federal de Escritores durante la Gran Depresión y en 1939 enseñó en la Escuela de Escritores de Nueva York.

### Poesía
El primer libro de poesía de Fearing, Angel Arms (1929), fue dedicado a Margery Latimer y tuvo una introducción de Edward Dahlberg. El siguiente libro, Poems (1935), fue un éxito y le valió la primera de dos becas Guggenheim (la beca se renovó en 1939). Estos dos volúmenes contienen algunos de sus poemas más conocidos, como Jack Knuckles Falters, 1935, X Minus X y Dirge.
Publicó cinco libros de poesía originales; los tres restantes son Dead Reckoning: A Book of Poetry (1938), Afternoon of a Pawnbroker and Other Poems (1943) y Stranger at Coney Island and Other Poems (1948). Si bien su primera poesía fue bien recibida, los críticos comenzaron a encontrar su trabajo repetitivo en la década de 1940. Fue antologizado por primera vez en Collected Poems of Kenneth Fearing (1940). Fearing fue más productivo, y su futuro más brillante, entre 1938 y 1943, periodo en que publicó un libro de poesía o una novela cada año. Incluso entonces, sus ganancias durante este período fueron mínimas, y solo superaron el adelanto de la editorial en dos ocasiones (con Collected Poems y con la novela The hospital). A pesar de la fama, siguió dependiendo de los ingresos de su esposa Rachel.

#### Temática poética y estilo
Su poesía se ocupa de «una sociedad que estaba moralmente en bancarrota y (...) minada por las maniobras económicas y políticas necesarias para apoyar el ideal estadounidense de 'salir adelante'». Los personajes de muchos de sus poemas son "tipos", y los efectos del comercio y el consumismo en la psique se presentan como si fueran típicos de todos. El narrador es a menudo superficialmente desapasionado, un inspector irónico de la escena, pero puede revelar enojo en forma de «sarcasmo, despectivo reduccionismo, caricatura, distorsión caricaturesca, hipérbole burlona».
En "Dirge" (Poems), un exitoso "ejecutivo tipo" pierde eventualmente su estatus a través de reveses - nevertheless, they shut off his gas; nevertheless, the / bank foreclosed; nevertheless, the landlord called ("sin embargo, le cortan el gas; sin embargo, el banco / embarga; sin embargo, el propietario llama") - y muere por suicidio. El poema, irónicamente, intercala el lenguaje de los cómics en su relato, por lo demás carente de emociones: And wow he died as wow he lived, / going whop to the office and blooie home to sleep and / biff got married and bam had children and oof got fired, / zowie did he live and zowie did he die ("Y wow murió como wow vivió, / yendo whop a la oficina y whop a casa para dormir y / biff se casó y bam tuvo hijos y oof fue despedido / zowie vivió y zowie murió ". Este efecto, según Nathaniel Mills, «indica la manera en que la cultura de masas trabaja para amortiguar la realidad sensorial del dolor ... Para el lector, la respuesta estética de desorientación, excitación inesperada o conmoción suscita una reflexión crítica: qué tipo de la formación cultural y política podría abaratar la experiencia hasta el punto de presentar un obituario como '¿zowie vivió y zowie murió?'».
El lenguaje de los medios de comunicación se entromete de manera similar en "Jack Knuckles Falters" (1926), en el que un veterano de guerra ha sido condenado a muerte por asesinato. En sus últimas palabras, lucha con sus necesidades para proclamar su inocencia y enfrentar su muerte con "dignidad". Los titulares de los periódicos que cubren su ejecución interrumpen cada estrofa y socavan su discurso: HAS LITTLE TO SAY ... THANKS WARDEN FOR KINDNESS ... STAGGERS WHEN HE SEES ELECTRIC CHAIR ... WILL RUMANIAN PRINCE WED AGAIN? ("TIENE POCO QUE DECIR ... GRACIAS ALCAIDE POR SU AMABILIDAD ... SE TAMBALEA CUANDO VE LA SILLA ELÉCTRICA ... ¿SE CASARÁ DE NUEVO EL PRÍNCIPE RUMANO?"). No transmiten nada de su lucha personal, sino que satisfacen la necesidad del público de una narrativa simple en la que se castiga a un "criminal". El titular ha pasado a otro tema mientras el hombre proclama su inocencia. Según el poeta Mark Halliday, «Fearing en 1926 (antes de la televisión, antes de Internet) no exige un rediseño práctico de la transmisión de noticias; le pide a su lector que piense en el efecto psicológico de la disponibilidad simultánea de innumerables pedazos de información, todos formateados para el consumo rápido».
Fearing utiliza comúnmente una sintaxis particular, que Halliday describe como una «elaboración anafórica de una cláusula subordinada que espera en el limbo a que llegue su declaración de control». Este retraso puede ser "una forma de representar una vida que la mayoría de las personas no pueden moldear por sí mismos, un mundo de personas que no pueden ser los agentes de su experiencia y viven en su mayoría subordinados a grandes fuerzas misteriosas". Las dos primeras estrofas de "X Minus X" (de Poems) ilustran este estilo:
| Even when your friend, the radio, is still; even when her dream, the magazine, is finished; even when his life, the ticker, is silent; even when their destiny, the boulevard, is bare; and after that paradise, the dancehall, is closed; after that theater, the clinic, is dark. Still there will be your desire, and her desire, and his desire, and their desire, your laughter, their laughter, your curse and his curse, her reward and their reward, their dismay and his dismay and her dismay and yours -(...) | Incluso cuando tu amiga, la radio, está callada; incluso cuando el sueño de ella, la revista, ha finalizado; incluso cuando la vida de él, el corazón. está silencioso; incluso cuando el destino de ellos, el bulevar, está vacío; y después ese paraíso, el baile, está cerrado; después que ese teatro, la clínica, esté a oscuras. Aún quedará tu deseo, y el deseo de ella, y el deseo de él, y el deseo de ellos, tu risa, la risa de ellos, tu reniego y el reniego de él, la recompensa de ella y la recompensa de ellos, el desaliento de ellos y el desaliento de él, y el desaliento de ella y el tuyo -(...) |

### Ficción
A medida que la recepción crítica de su poesía declinó en la década de 1940, Halliday sugiere que Fearing «parece haberse sentido cada vez más hastiado y escéptico acerca de la posibilidad de que la poesía participe en la vida pública», Fearing se fue decantando hacia las novelas. Entre 1939 y 1960 escribió siete novelas de misterio o suspense, aunque sus cualidades formales desafían la simple categorización de género. Las más significativas son The hospital (1939), Dagger of the Mind (1941), Clark Gifford's Body (1942) y The Big Clock (1946).
Fearing era conocido en 1939, y su primera novela, The hospital, vendió rápidamente seis mil copias. Un corte de energía en un hospital, causado por un conserje borracho, es el argumento central alrededor del cual se retratan las vidas de numerosos personajes. Cada capítulo está dedicado al punto de vista de un personaje, un estilo común a todas las novelas de Fearing. La novela fue criticada por la gran cantidad de personajes y su falta de profundidad, denuncia que continuó a lo largo de la carrera de ficción de Fearing. Los críticos, sin embargo, elogiaron su estilo de prosa nítido (uno lo llamó un "poema en prosa acentuada") y el retrato de personajes de clase baja como el conserje. Dagger of the Mind (1941) es un thriller psicológico en el que hay un asesinato en una colonia de arte. La creación del suspense a partir de estados mentales (vía un monólogo interior) en lugar de la violencia física fue un ejemplo para la mayoría de las novelas de este tipo. Clark Gifford's Body (1942) relata una revolución en un país desconocido, que comienza con el ataque del personaje principal a una emisora de radio. Tiene más de veinte personajes, contiene numerosos cambios temporales e inserta relatos contradictorios de los acontecimientos en forma de noticias en la radio y los periódicos. Los aspectos experimentales y el pesimismo de la novela no fueron bien recibidos por los lectores.
Trabajó durante 14 meses en su novela más conocida, The Big Clock (1946), cuyo protagonista, editor de una revista policial, es puesto a cargo de una investigación de asesinato por su jefe, pero ambos hombres han tenido una relación con la mujer asesinada. La novela tuvo más éxito que sus trabajos anteriores, tanto artística como comercialmente, con una trama atractiva y más profundidad de personajes. Alan M. Wald, un historiador de la izquierda estadounidense, lo llama «una novela negra psicosexual que enfatiza el efecto siniestro de la segmentación del mercado en la industria editorial». Fue muy bien recibido por la crítica y fue lo suficientemente popular como para que le siguieran un libro de bolsillo de la editorial Bantam y una edición para miembros del ejército. Todavía continúa reeditándose. La novela se convirtió en película en 1948 (El gran reloj), de nuevo en 1975 (Policía Python 357, Francia), y nuevamente en 1987 (No hay salida). La novela le hizo ganar a Fearing 60.000 dólares gracias a la reedición y los derechos cinematográficos. Su éxito financiero duró poco, ya que los ingresos de la novela se agotaron debido a los contratos desfavorables que él mismo había negociado.
Wald resume el "vacío espantoso y fragmentado" que Fearing vio en la sociedad estadounidense de la posguerra y que describió en El gran reloj:
```
  El ambiente amenazador de dislocación que impregna 
The Big Clock
 se traduce estructural y simbólicamente como capitalismo industrial, un orden socioeconómico en el que las vías de comunicación, especialmente las publicaciones y las ondas de radio, están evolucionando hacia una ciencia de manipulación planificada diseñada para asegurar la rentabilidad. Los engañadores bien pagados, junto con los engañados ingenuamente, son encarcelados como engranajes en el aparato de las instituciones modernas de la empresa privada. ... El genio de 
The Big Clock
 es su previsión de las múltiples dimensiones mitológicas de una "República del Consumidor" que tipificaría la época.
[
5
]
```

En Loneliest Girl in the World (1951), un dispositivo de grabación y almacenamiento de audio llamado "Mikki" está en el centro de un misterio. Ellen Vaughn, la hija de su inventor, utiliza las "463.635 horas de discursos grabados, música y transacciones comerciales" de la máquina para determinar las circunstancias de la muerte de su padre. Ella encuentra una grabación en la que su padre y su hermano discuten sobre la mejor manera de aprovechar "Mikki", que Ellen finalmente destruye con un arma. La historia es inusual en el sentido de que el misterio se resuelve con información recuperada en lugar de "detección".
The Crozart Story (1960) trata sobre los jefes de dos empresas de relaciones públicas rivales. Fearing hace que uno de los jefes explique cómo manipuló la opinión pública: «Las fantasías que estábamos uniendo hábilmente y convirtiéndolas en rumores cargados, esos rumores de telaraña que estábamos transmutando en comunicados de prensa motivados, esos comunicados infantiles que estábamos implementando en todas partes con degradación pública, exilio interno, encarcelamiento, esas ansiedades incandescentes que estábamos moldeando y endureciendo hasta convertirlos en tabúes mortales; todos estos componentes de los sawueos que estábamos organizando para el botín más rico del mundo consistían en palabras, básicamente, solo palabras». La novela era abstracta y carente de trama, y su recepción fue mala. No ganó lo suficiente para pagar el anticipo de Fearing. Los críticos afirman que las dos últimas novelas de Fearing, particularmente The Crozart Story, son más como bocetos inacabados, y sugieren que su motivación para escribir está en declive y su salud deteriorada debido al alcoholismo, o ambos.

### Política
Los relatos varían en cuanto al grado de asociación de Fearing con el marxismo y la izquierda estadounidense. Los marxistas lo cortejaron y le sugirieron que colaborara en publicaciones periódicas como New Masses, lo que hizo a partir de 1926, y fue editor desde 1930 hasta 1933. Fue miembro fundador del John Reed Club en 1929 , donde formó parte del comité editorial de la comunista Partisan Review; comúnmente se le incluye entre los cofundadores después de que la revista se reposicionara como antiestalinista. Puso su nombre en varias declaraciones prosoviéticas desde 1931 hasta la "Carta abierta de los 400" de 1939, que defendía el régimen de Stalin.
Sin embargo, los poemas de Fearing casi nunca fueron abiertamente políticos, y sus correligionarios a menudo lo encontraron poco comprometido con el comunismo.  Le dijo al Daily Worker en 1938: «No he intentado deliberadamente ser marxista en mi poesía ... El marxismo es valioso en la literatura sólo en la medida en que el escritor lo asimila. Como consecuencia, sus principios pasan a formar parte de los conocimientos del escritor, la manera en que piensa y siente y los interpreta». La familia de Fearing sostenía que «la política nunca fue una parte importante de su vida». Su hijo Bruce dijo que su padre "utilizó un medio político de izquierda para publicar su poesía; no creía en la política, creía en la poesía". Como judío, pacifista y antifascista, Fearing se sentía incómodo con el apoyo del Partido Comunista Estadounidense al pacto Hitler-Stalin en 1939. Ese pacto lo llevó a escribir un poema, "Pact", que se publicó en el New Yorker ese mismo año y contenía indicios para sus aliados de que estaba rompiendo con ellos. Wald escribe que Fearing tenía «una desconfianza en todas las premisas políticas y una incredulidad en todas las opciones de mejora, [que] iba en contra de cualquier conexión con una gran organización que exigía conformidad ideológica y un compromiso activista». En la era del macartismo, sus asociaciones políticas fueron suficientes para que el FBI lo entrevistara y lo llamara ante el Comité de Actividades Antiamericanas de la Cámara. El FBI informó que "[Fearing dijo que] se había convertido en un 'compañero de viaje' en 1933, y que antes de ese momento no había estado muy interesado en las reuniones del John Reed Club debido al hecho de que no estaba interesado en la política discutida en todas las reuniones ". Ante el Comité, en 1950, cuando se le preguntó si era miembro del Partido Comunista, Fearing respondió: «Todavía no».

## Legado
El poeta y crítico literario Macha Rosenthal llamó a Fearing "el principal poeta de la Depresión estadounidense". Influyó en los poetas Beat, como Allen Ginsberg. Alan Filreis, profesor de la Universidad de Pennsilvania escribe que el "estilo demótico, hablador, anticuado y digresivo de Fearing hizo posible a Ginsberg", y la contemporánea de Fearing, Marya Zaturenska, dijo de Ginsberg, "¿no es 3/4 de él directamente salido de Kenneth Fearing?"
Desde la muerte de Fearing, los críticos han ofrecido valoraciones más positivas de su poesía. En un artículo de 1970 sobre la escuela de poetas "Dynamo", Estelle Novak escribió: "El verdadero atractivo de Fearing como poeta revolucionario fue su capacidad para combinar la descripción realista y el comentario político en la forma de un poema legible que no perdió nada de su calidad poética mientras ganó en valor propagandístico". En la década de 1990 hubo un" renacimiento menor ", con la publicación de Kenneth Fearing Complete Poems por parte de la National Poetry Foundation en 1994, y el poeta Mark Halliday publicó un ensayo, Damned Good Poet: Kenneth Fearing "(2001), que incluía un análisis de los temas del poeta. Se ha publicado una selección de poemas de Fearing como parte del Proyecto de Poetas Americanos de la Library of America.

## Obras

### Poesía
- Angel Arms, Coward McCann (New York, NY), 1929.
- Poems, Dynamo (New York, NY), 1935.
- Dead Reckoning: A Book of Poetry, Random House (New York, NY), 1938.
- Collected Poems of Kenneth Fearing, Random House, 1940.
- Afternoon of a Pawnbroker and Other Poems, Harcourt (New York City), 1943.
- Stranger at Coney Island and Other Poems, Harcourt, 1948.
- New and Selected Poems, Indiana University Press (Bloomington), 1956.
- Complete Poems, ed. Robert M. Ryley, National Poetry Foundation (Orono, Maine), 1994.

### Novelas
- The Hospital, Random House, 1939.
- Dagger of the Mind, Random House, 1941, as Cry Killer!, Avon (New York, NY), 1958.
- Clark Gifford's Body, Random House, 1942.
- The Big Clock, Harcourt, 1946, as No Way Out, Perennial (New York, NY), 1980.

Edición en castellano El gran reloj, RBA.
- John Barry, Creative Age Press (New York, NY), 1947. Escrita en colaboración con Donald Friede y H. Bedford Jones, con el seudónimo conjunto Donald F. Bedford.
- Loneliest Girl in the World, Harcourt, 1951, as The Sound of Murder, Spivak (New York, NY), 1952.

Edición en castellano: La muchacha más solitaria del mundo, Bruguera.
- The Generous Heart, Harcourt, 1954.
- The Crozart Story, Doubleday, 1960.

### Ensayos
- Reading, Writing, and the Rackets. New and Selected Poems. Bloomington: Indiana UP, 1956, ix–xxiv.
- The Situation in American Writing: Seven Questions. Partisan Review, Summer 1939, 33–35.ç

## Filmografía
- El reloj asesino. 1948. USA. The Big Clock. Dirigida por John Farrow. Protagonizada por Ray Milland, Charles Laughton y Maureen O'Sullivan. Basada en la novela de mismo título.
- Policía Python 357. 1975. Francia. Police Python 357. Dirigida por Alain Corneau. Protagonizada por Yves Montand y Simone Signoret. Basada en la novela "The Big Clock".
- No hay salida. 1987. USA. No Way Out. Dirigida por Roger Donaldson. Protagonizada por Kevin Costner, Sean Young y Gene Hackman. Basada en la novela "The Big Clock".